# FASA Studio
FASA Studio (ursprünglich: FASA Interactive Technologies Inc.) war ein amerikanisches Entwicklungsstudio für Computerspiele. Es wurde 1995 als Tochterunternehmen des Rollenspiel-Verlags FASA Corporation gegründet und 1999 an Microsoft verkauft. 2007 wurde das Studio geschlossen.

## Geschichte
Nach Virtual World Entertainment Inc. (BattleTech Centers) war FASA Interactive Technologies eine weitere Ausgründung der FASA Corporation. Sie wurde 1995 ins Leben gerufen, um Computerspiele zu den Marken der FASA Corporation zu entwickeln. 1996 wurden Virtual World Entertainment und FASA Interactive Technologies zur Virtual World Entertainment Group verschmolzen. 1999 erwarb Microsoft die Virtual Entertainment Group und verlegte das FASA-Entwicklerteam von Chicago an den Microsoft-Firmensitz in Redmond. Jordan Weisman bekleidete von 1999 bis 2002 die Rolle des Creative Directors der Microsoft Game Studios. Allerdings beklagte Weisman in späteren Interviews, dass Microsoft die Unternehmenskultur durch den Umzug zerstört habe. Das Studio entwickelte mehrere Titel zum BattleTech-Franchise und arbeitete mit seinen Spielen für den Konzern mit an der Etablierung der Xbox als Spielkonsole. Nach der erfolglosen Veröffentlichung von Shadowrun wurde das Studio 2007 geschlossen. Im selben Jahr lizenzierte Microsoft zahlreiche FASA-Marken an Weismans neues Unternehmen Smith & Tinker.

## Veröffentlichte Spiele
- MechCommander – PC (1998)
- MechWarrior 4: Vengeance – PC (2000)
- MechWarrior 4: Black Knight – PC (2001)
- MechCommander 2 – PC (2001)
- MechWarrior 4: Mercenaries – PC (2002)
- MechAssault – Xbox (2002)
- Crimson Skies: High Road to Revenge – Xbox (2003)
- MechAssault 2: Lone Wolf – Xbox (2004)
- Shadowrun – PC, Xbox 360 (2007)